# Michał Schmidt
Michał Franciszek Schmidt (ur. 24 września 1836 w Zagorzynie w powiat sądeckim, zm. 15 marca 1893 w Krakowie) – prawnik polski, wiceprezydent Krakowa.

## Życiorys
Był synem Michała. Uczęszczał do Gimnazjum Św. Anny w Krakowie, gdzie zdał maturę w 1856. W latach 1857–1861 studiował na Wydziale Prawa Uniwersytetu Jagiellońskiego, w lutym 1864 obronił doktorat. Po studiach pracował jako urzędnik w Prokuratorii Skarbu w Krakowie, w Namiestnictwie we Lwowie, w starostwie w Tarnowie, od 1870 w magistracie krakowskim (na stanowisku starszego radcy). W czerwcu 1877 z nominacji Rady Miejskiej objął stanowisko II wiceprezydenta Krakowa; współpracował z kolejnymi prezydentami miasta – Mikołajem Zyblikiewiczem, Ferdynandem Weiglem i Feliksem Szlachtowskim, odpowiadał m.in. za sprawy ekonomiczne. Działał również w Arcybractwie Miłosierdzia, Banku Pobożnym i Krakowskim Towarzystwie Dobroczynności.
Opublikował broszurę Zadania z wszystkich gałęzi prawa i umiejętności politycznych (1864); drukiem ukazał się również odczyt Schmidta wygłoszony na posiedzeniu krakowskiego Towarzystwa Prawniczego Uwagi nad postępowaniem przed sądami rozjemczymi dla bractw górniczych (1892). Schmidt był członkiem Komisji Prawniczej Akademii Umiejętności w Krakowie.
Został pochowany na krakowskim cmentarzu Rakowickim. Był żonaty z Antonią z Kalitowskich, miał syna Adama oraz córki Izabellę, Antoninę i Marię.